# لویپرسباخ ایم بورگنلند
لویپرسباخ ایم بورگنلند (به آلمانی: Loipersbach im Burgenland) یک منطقهٔ مسکونی در اتریش است که در ناحیه ماترسبورگ واقع شده‌است. لویپرسباخ ایم بورگنلند ۱٬۲۵۹ نفر جمعیت دارد.